# ووكر بانكس
ووكر بانكس (بالإنجليزية: Walker Banks)‏ مواليد 26 أغسطس 1947، هو لاعب كرة سلة أمريكي سابق. تم اختياره من قبل فريق نيويورك نيكس خلال الدرافت. حمل الرقم 22. يبلغ طوله 6 قدم 10 بوصة (2.1 م).

## روابط خارجية
- ووكر بانكس على موقع سبورتس رفرنس (الإنجليزية)
- ووكر بانكس على موقع كلية كرة السلة في سبورتس رفرنس.كوم (الإنجليزية)
- ووكر بانكس على موقع ريلجم (الإنجليزية)
- ووكر بانكس على موقع بروبوليرز (الإنجليزية)